# Nhà thờ Thánh Alexander Nevsky, Sofia

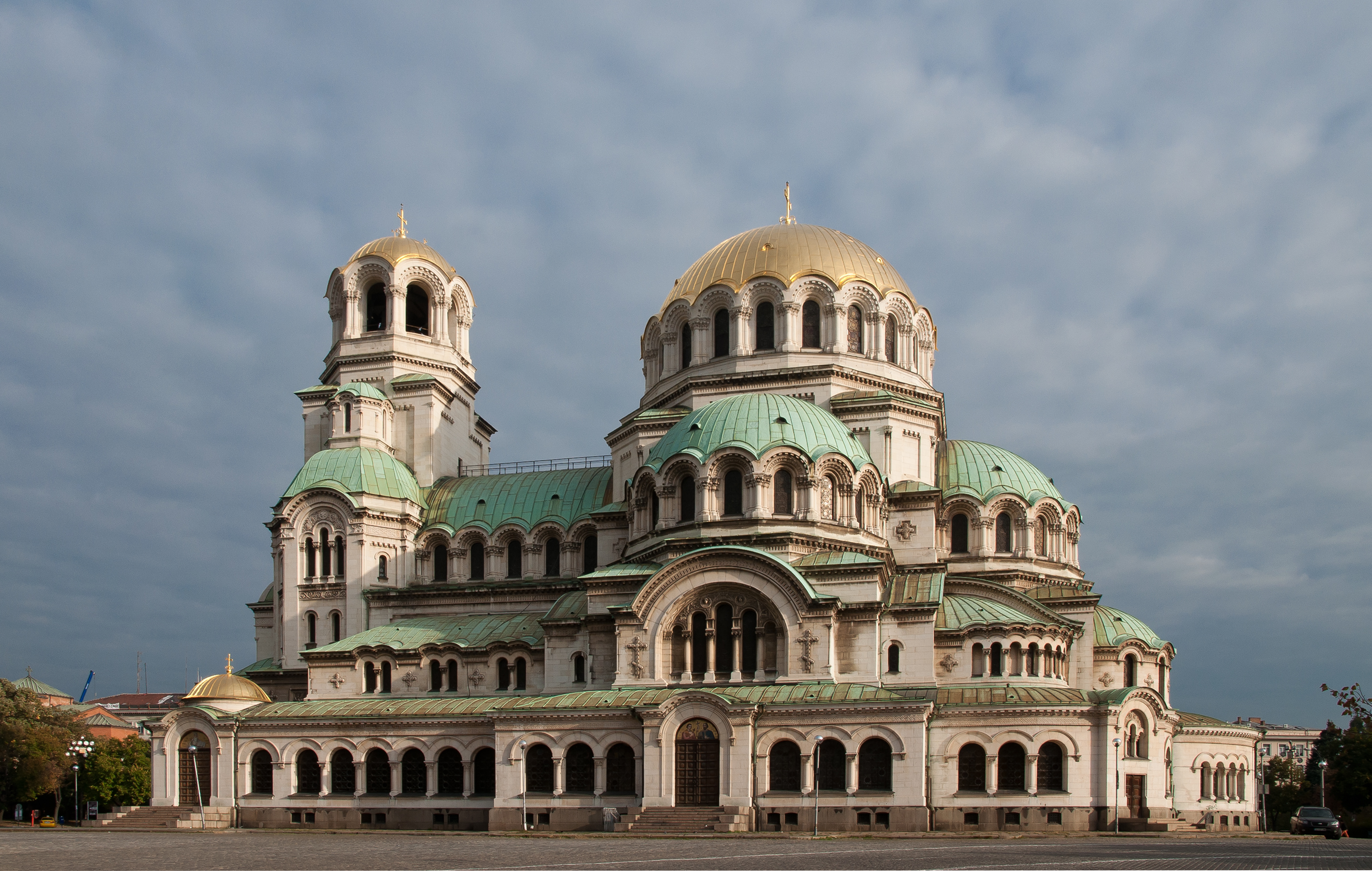

Nhà thờ Thánh Alexander Nevsky (tiếng Bulgaria: Храм-паметник "Свети Александър Невски", Hram-pametnik "Sveti Aleksandar Nevski") là một nhà thờ Chính thống giáo Bulgaria ở Sofia, thủ đô của Bulgaria, vinh danh Thánh Alexander Nevsky. Được xây dựng theo phong cách Neo-Byzantine, nó được coi là nhà thờ chính tòa của Thượng phụ của Bulgaria và được cho là một trong 50 công trình nhà thờ Thiên chúa giáo lớn nhất trên thế giới. Đây là một trong những biểu tượng và điểm thu hút khách du lịch chính của Sofia. Nhà thờ Thánh Alexander Nevsky ở Sofia chiếm diện tích 3.170 mét vuông (34.100 foot vuông) và có thể chứa được 5.000 người.  Nó được cho là một trong 10 tòa nhà lớn nhất của nhà thờ Chính thống giáo phương Đông. Đây là Nhà thờ Chính thống giáo lớn thứ ba ở Đông Nam Âu, chỉ bị hai Nhà thờ mới và chưa hoàn thiện vượt qua - Nhà thờ Cứu rỗi Con người Romania ở Bucharest và Nhà thờ Saint Sava ở Belgrade. Cho đến năm 2000 đây là Nhà thờ Chính thống giáo lớn nhất đã được xây dựng hoàn tất.